# Eduardo Arroyuelo

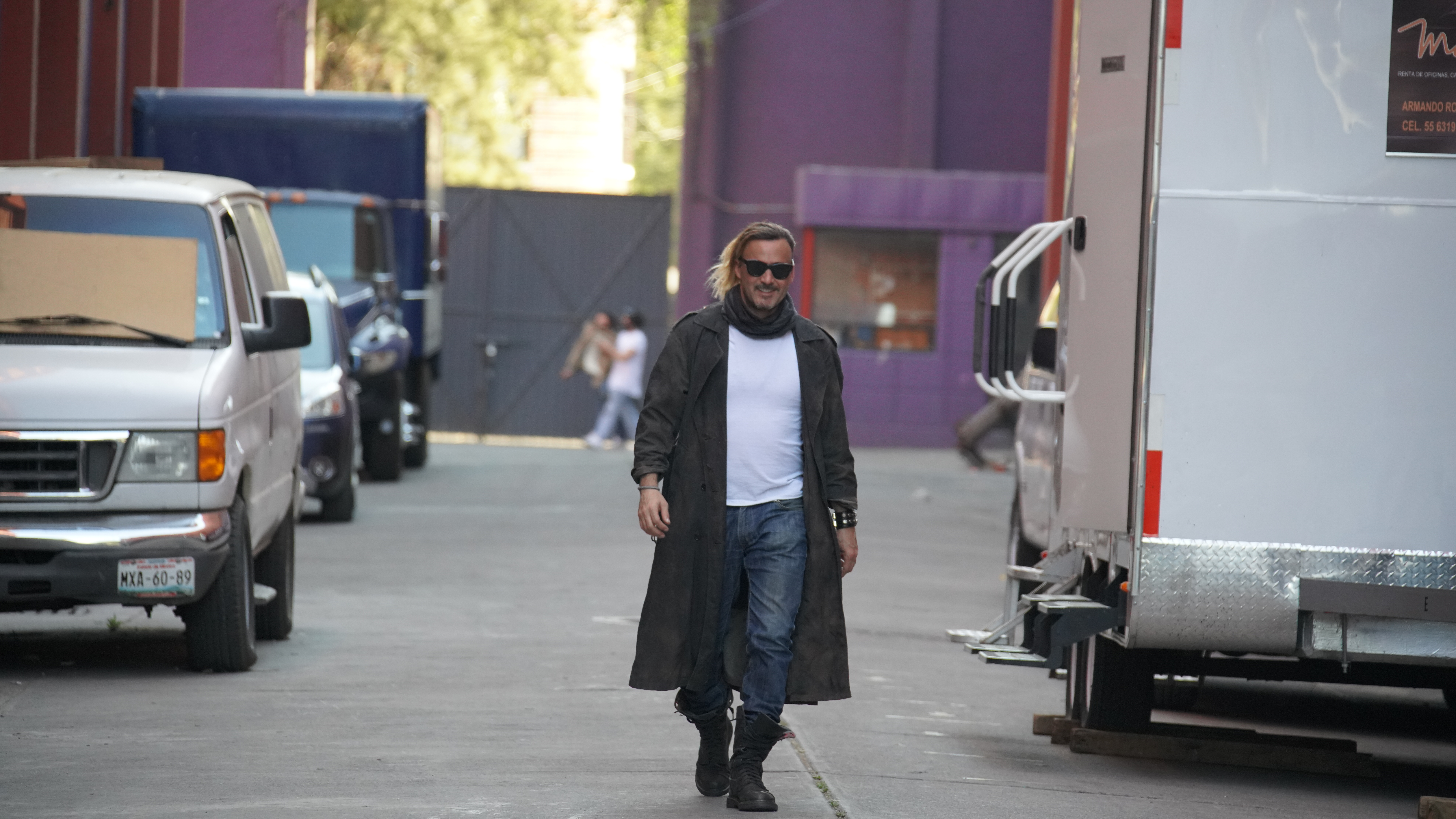
Arroyuelo en los ESTUDIOS CHURUBUSCO

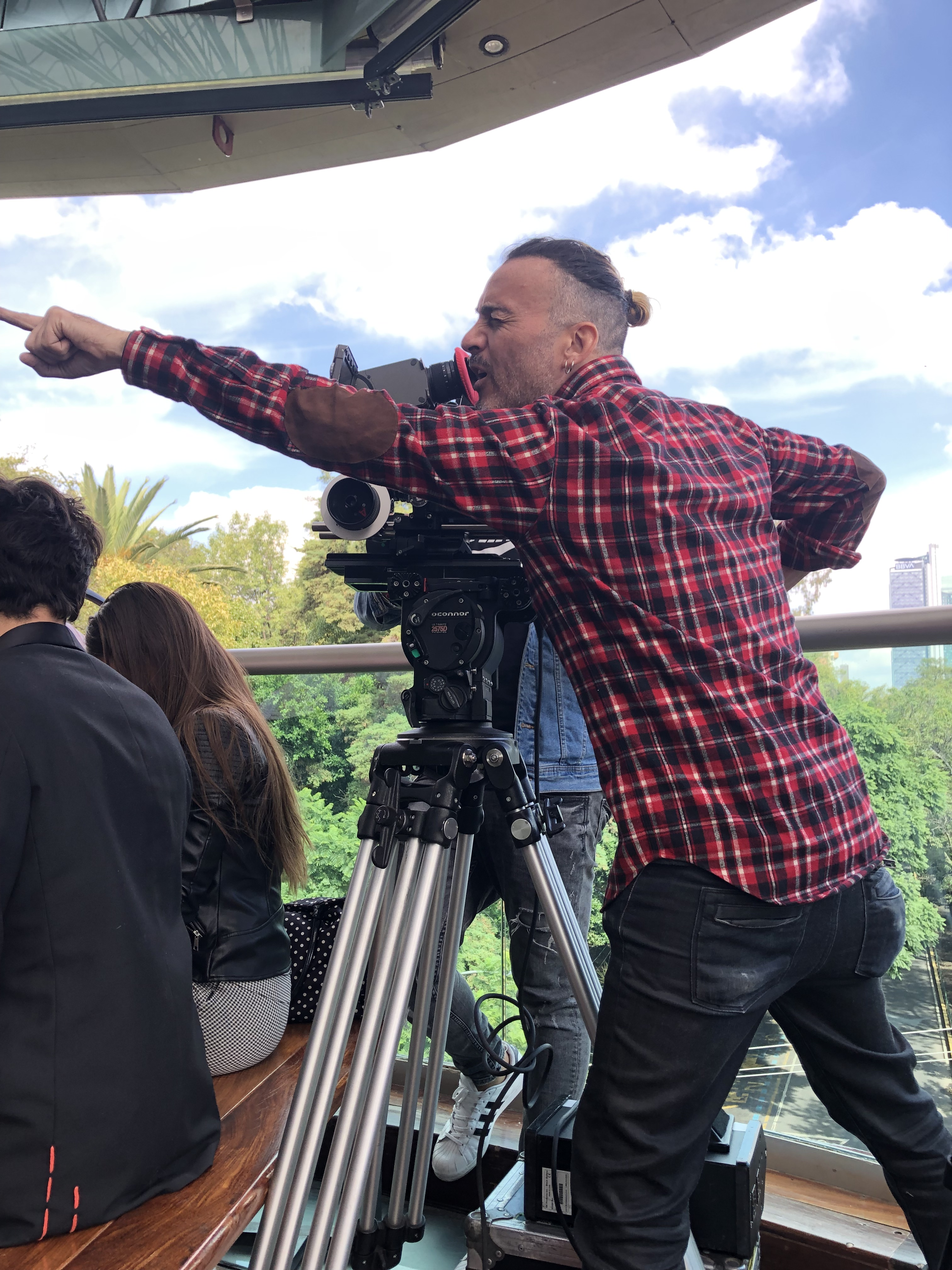
Director Arroyuelo Woolrich on set of You can´t (Kant) always get what you want

Eduardo Arroyuelo Woolrich (Ciudad de México, 4 de septiembre de 1973) es un actor mexicano. También conocido como "Ed Woolrich" o "Arroyuelo woolrich" como director.  Es hijo de familias de emigrantes ingleses que llegaron a Tehuantepec, Oaxaca en el siglo XIX, y españoles que arribaron a la Ciudad de México el siglo pasado. Arroyuelo nacido ya en el antiguo Distrito Federal en México el día 4 de septiembre de 1973 comenzó su carrera en la cinematografía frente a las cámaras de cine a los siete años cuando aquellas cámaras de 35 mm se usaban para filmar publicidad.
Arroyuelo quien fue criado principalmente por su abuela fue apoyado para desarrollarse en su carrera artística durante su infancia. Más tarde comenzó sus estudios teatrales a la par de un sinfín de apariciones en películas, series, y telenovelas de la época. Obsesivo con el que hacer escénico participaba en montajes experimentales en "La Gruta" y "Teatro Helénico" de la Ciudad de México mientras producía cortometrajes en video y videos de arte conceptual con los artistas Stefan Bruggemann e Iñaki Bonillas en colaboración con el museo de la instalación en Londres Inglaterra.
Arroyuelo estudió cinematografía en la prestigiosa Universidad de Nueva York y continuó su perfeccionamiento en Londres, Inglaterra, en The Actors´s Center en Covent Garden y Los Ángeles, California, donde comenzó su dedicación por el guionismo cinematográfico. 
Tras seis largometrajes escritos y uno ya producido En 2022 se estrena el largometraje intitulado “ YCAGWYW” también conocido como You can´t (Kant) always get what you want.
“YCAGWYW“ forma parte de una serie de largometrajes que se conectan entre sí a través de los personajes el cual incluye “El hombre que vino de Satelite” También intitulado “Satelite of love” para crear un ecosistema narrativo único donde todas las tramas se entrelazan usando como pivote “Back in Black” Largometraje cuidadosamente doctoreado por Robert Flaxman, Skip press, The writers store y  Syd Field siendo así  “Back in Black” uno de los últimos trabajos revisados por el difunto Syd field Escritor del Libro “Screenplay” “Four screenplays” entre Otros.
Arroyuelo ganó en 2021 el premio “BEST FEATURE” y “BEST DIRECTOR” por su película intitulada “You can’t always get what you want” en el Festival (TMFA) Film Festival en Toronto, Canadá.  Cannes independent film festival Best feature film (Audience Award), Roma Movie Awards Best Picture 2021, BERLIN INDIE FILM FESTIVAL 2021 Honorable mention, Eastern european Movie awards, Best feature Honorable mention, Cannes international cinema festival award winner Best Producer junto con el productor Mate Zuniga. London International Monthly Film festival Special Mention, Global India International film Festival Best production company 2021, quedó semifinalista como cinefotógrafo en los European Cinematography AWARDS (ECA) y Canadian Cinematography AWARDS (CCA).                   
Eduardo Arroyuelo Woolrich es conocido por sus papeles como el icónico Tony Hernández en la serie "XY La revista", El buitre en "El señor Avila" de HBO,  Sergio en "Todo por amor", Claudio Caballero en la película "7 Dias", etc. Se consagró en el teatro con su papel de Victor en la obra de teatro "Some explicit polaroids" donde recibió el premio de la crítica ese año y la obra "The normal Heart" con el papel de Félix.
En el terreno docente Arroyuelo ha estado a cargo del laboratorio de actuación, guion y dirección de la técnica de Sanford Meisner desde el año 2002 en lugares como Casaazul, La Teatrería, Foro 37 y demás en la Ciudad de México. Habiendo compartido con sus participantes su técnica y conocimiento en la formación de actores como Tenoch Huerta del Universo Marvel, Vadhir Derbez, Libia Brito, Elyfer Torres y la ganadora a mejor actriz en el festival de Cannes 2024 Karla Sofía Gascón.
Arroyuelo es uno de los fundadores del movimiento artístico cultural Roma - Condesa de la Ciudad de México de finales de los años noventa y principios del siglo veintiuno.
Es el escritor de la "Novella" publicada en Amazon intitulada "UNDERNEATH THE DAY"  bajo el seudónimo EADWEARD WOOLRICH.
El día de hoy Arroyuelo se encuentra inmerso en el desarrollo de nuevos proyectos a través de Inteligencia Artificial y  en la continuidad de los proyectos que forman del ecosistema narrativo llamado Pictures of you.

## Filmografía

### Televisión
- Azteca Play Music   (2022-2023) .... Director / Productor
- Mascara contra caballero (2022) .... Abrego.
- Clara mente (2019) .....  Tetrix.
- Run coyote Run (2018) ..... Eduardo.
- Atrapada (2018) ..... Ernesto.
- El capo (2017) ..... Barrales.
- Lip synch Battle (2017) ..... El mismo.
- Sincronía (2017) .... Demián.
- Sr. Ávila (2016) ..... Buitre.
- Prohibido amar (2013) ..... Guillermo Aguilera.
- Amor cautivo (2012) ..... Edmundo Grijalva.
- XY (2009-2011)
- Tengo todo excepto a ti (2008) — Benicio Blaquier Robles /Benicio García Robles..... Tony Hernández/Tony.
- La hija del jardinero (2003) ..... Augusto.
- Un nuevo amor (2003) ..... Julio Santana.
- El país de las mujeres (2002) ..... Raúl.
- Todo por amor (2000-2001) ..... Sergio García Davila.
- Amor gitano ..... Daniel di Scarpa.
- Mi pequeña traviesa (1997-1998) ..... Josefo "Eje 8".
- Mi generación (1997) ..... Álvaro Patricio El Rolas Méndez del Valle.
- Para toda la vida (1996) ..... Enrique Valdemoros.
- María la del barrio (1995-1996) ..... El Manotas.
- Agujetas de color de rosa (1994-1995) ..... Rubén.

### Películas
- The Parallels  ( 2025) .... Director / Productor / screenplay. (Full feature)
- Shy men have slaves  ( 2024) .... Director / Productor / screenplay. (Short)
- You can ́t ( Kant) always get what you want  ( El efecto Mandela) ( 2022) .... Director / Productor / screenplay. (Full feature)
- Los Xinacates del teotón  ( 2022) .... Director / Productor / screenplay. (Documental)
- Matando cabos 2 ( 2021) .... El mismo.
- Souvenir  (2010 ) ..... Prista.
- Veinteañera, Divorciada y fantastica ( 2019) .... Nicolas.
- El entrenador (2011) ..... El valedor de Iztacalco.
- Erótica (2010) ..... Dr. Esteban.
- Sobre ella (2010 ) ..... Sandro.
- Use As Directed (2008 ) ..... Dream Man.
- 7 Días ( 2005) ..... Claudio Caballero.
- Todos los aviones del mundo (2001) ..... Julián.
- Antes que anochezca (2000) ..... Adolescente.

## Enlaces externos

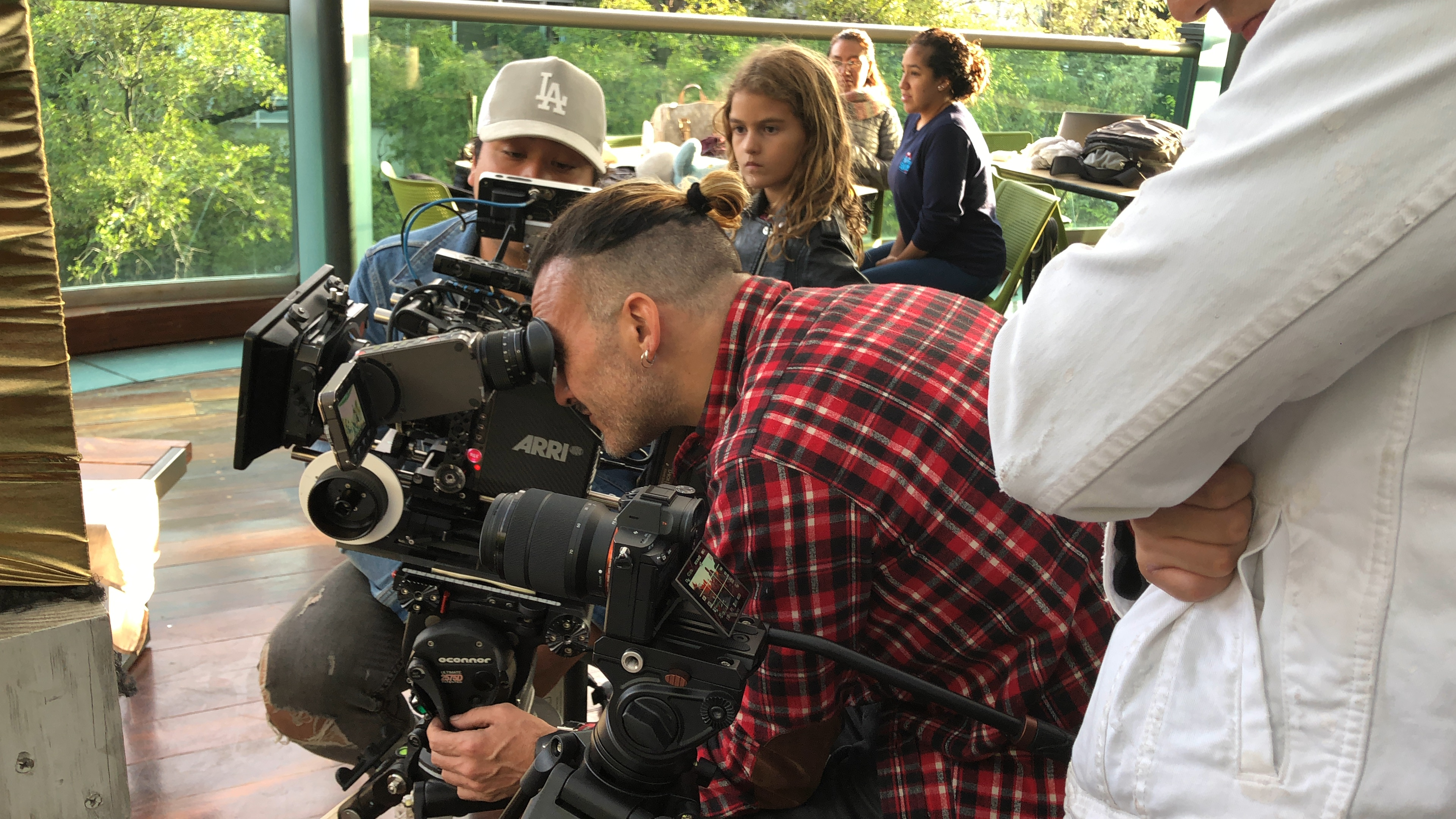
Arroyuelo Woolrich (Director) Making of You can´t (Kant) always get what you want